# Зорькин, Валерий Дмитриевич
Вале́рий Дми́триевич Зо́рькин (род. 18 февраля 1943, с. Константиновка, Октябрьский район, Приморский край, РСФСР, СССР) — советский и российский судья, юрист. Председатель Конституционного Суда Российской Федерации в 1991—1993 годах и с 21 февраля 2003 года. Доктор юридических наук (1978), профессор (1979). Заслуженный юрист Российской Федерации (2000). Кавалер ордена Святого апостола Андрея Первозванного (2023). Полный кавалер ордена «За заслуги перед Отечеством».
По состоянию на 2025 год, старейший из руководителей, занимающих высшие государственные должности в России.

## Биография
Родился 18 февраля 1943 года в с. Константиновка, Октябрьского района Приморского края в семье военнослужащего. С 1953—59 жил в Троицке, учился в школе № 4. Позже его семья переехала в Москву.

### Образование и преподавательская деятельность

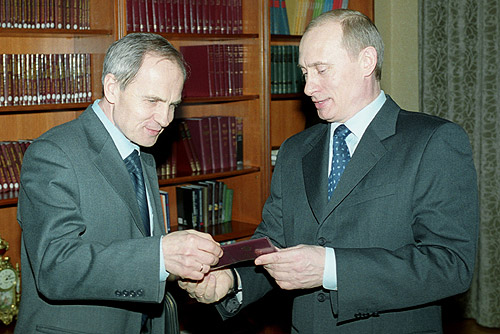
Валерий Зорькин и Президент России Владимир Путин

В 1964 году окончил юридический факультет Московского государственного университета. После окончания аспирантуры был старшим преподавателем юридического факультета МГУ. В 1967 году защитил в МГУ диссертацию на соискание учёной степени кандидата юридических наук по теме «Воззрения Б. Н. Чичерина на государство и право», после чего до 1979 года продолжал преподавательскую работу в МГУ в должности доцента.
С 1977 по 1979 год работал в Институте государства и права АН СССР, в 1978 году защитил докторскую диссертацию «Позитивистская теория права в России (историко-критическое исследование)». Работа была посвящена критике позитивистской теории права, которая лежала в основе практики бывшего прокурора СССР (1935—1939) Андрея Вышинского и его последователей.
С 1979 по 1986 год — профессор кафедры конституционного права и теории государства и права Академии МВД СССР. С 1986 года — профессор Высшей юридической заочной школы МВД СССР.

### Политическая деятельность
В 1970 году вступил в КПСС (оставался членом партии до её запрета в ноябре 1991 года).
В марте 1990 года баллотировался в народные депутаты РСФСР по Калининскому округу Москвы, занял третье место после «демократа» Михаила Бочарова и командующего Внутренними войсками МВД генерала Юрия Шаталина.
В начале 1990-х эксперт Конституционной комиссии РСФСР, участвовал в подготовке проекта Конституции России.
30 октября 1991 года на Съезде народных депутатов РСФСР по предложению депутатской группы «Коммунисты за демократию» был избран членом Конституционного Суда России, и на первом заседании путём тайного голосования стал его председателем.

### Деятельность в Конституционном суде
Первым решением Конституционного суда было признание неконституционным Указа президента Ельцина об объединении МВД и органов госбезопасности (АФБ РСФСР) 14 января 1992 года.
13 марта 1992 года Конституционный суд РСФСР во главе с Валерием Зорькиным признал неконституционным планировавшийся в Татарстане референдум о суверенитете республики, а также некоторые части Декларации о государственном суверенитете Республики Татарстан от 30 августа 1990 года. Несмотря на это, референдум в Татарстане был проведён 21 марта 1992 года.
Ещё одним громким делом стало «дело КПСС». 26 мая 1992 года депутаты-коммунисты Верховного совета РФ внесли на рассмотрение суда вопрос о законности Указов Ельцина о приостановлении деятельности и запрете КПСС и КП РСФСР от 23 августа и от 6 ноября 1991 года. В ответ на это депутаты-«демократы» во главе с Олегом Румянцевым внесли вопрос о конституционности КПСС. 30 ноября 1992 года дело было окончено и отдельные положения указов были признаны неконституционными. Данное решение позволило низовым структурам КП РСФСР воссоздать центральное руководство партии.
В начале 1990-х годов КС во главе с Зорькиным объявлял противоречащими Конституции многие решения Бориса Ельцина. 20 марта 1993 года он выступил по телевидению с осуждением президентского Указа «Об особом режиме управления до преодоления кризиса власти» ещё до опубликования документа. Летом того же года несколько судей КС приняли заявление, в котором говорилось, что председатель, по их мнению, перешёл грань, отделяющую судебную деятельность от политической.
В период конституционного кризиса 1992—1993 активно участвовал в переговорах представителей ветвей власти с попыткой преодоления возникшей между Президентом РФ Борисом Ельциным и Верховным советом РФ конфронтации. После октябрьских событий 1993 года 6 октября под давлением ушёл в отставку с поста председателя, сохранив полномочия судьи. И. о. председателя КС стал его заместитель Николай Витрук. 1 декабря 1993 года были приостановлены его полномочия как судьи КС «за политическую деятельность», они были восстановлены только на совещании КС 25 января 1994 года.
21 февраля 2003 года во второй раз назначен председателем Конституционного суда. В 2004 году поддержал решение президента России Владимира Путина об отмене прямых выборов глав субъектов РФ.
В 2005—2012 годах — член Комиссии Совета Европы за демократию через право (Венецианская комиссия).
Член президиума Ассоциации юристов России.
21 февраля 2006, а затем 20 февраля 2009 года переназначен Председателем КС. 22 февраля 2012 года Валерий Зорькин стал Председателем Конституционного суда РФ в пятый раз.
Является членом Совета при Президенте РФ по противодействию коррупции (утверждён Указом Президента РФ от 19 мая 2008 года).
31 января 2018 года вновь назначен Председателем Конституционного суда Российской Федерации на 6-летний срок.
Валерий Зорькин принимал участие в разработке целого ряда конституционно-правовых доктрин, положенных в основу правовых позиций Конституционного суда РФ. В частности, в доктрине защиты прав человека сформулированы принципы поддержания доверия граждан к закону и действиям государства, принцип правовой определённости и разумной стабильности правового регулирования, принцип предсказуемости законодательной политики. В современной российской доктрине источников права обосновано прецедентное значение решений Конституционного суда РФ и Европейского суда по правам человека.
За время председательства Зорькина ни один из Указов Президентов РФ В. Путина и Д. Медведева не были признаны не соответствующими Конституции РФ.
25 сентября 2023 года был единогласно переназначен Председателем Конституционного суда Российской Федерации на 6-летний срок.

## Взгляды
В своих выступлениях и лекциях Валерий Зорькин неоднократно высказывался по поводу приоритета российского права над международным. Он, в частности, указывал, что положение Конституции России о приоритете международных договоров над российскими законами не означает делегирования суверенитета, и что на Конституцию РФ этот приоритет не может распространяться.

В связи с массовыми обращениями граждан России в Европейский суд по правам человека Зорькин заявил, что 
…наша внутренняя судебная система несовершенна, включая ступени, касающиеся надзора, апелляционные, кассационные инстанции. Их надо приводить в соответствие со стандартами.
После массовых демонстраций против фальсификаций на выборах в парламент 2011 года выступил с заявлением, согласно которому митинговые страсти «активно подогревались из-за рубежа» и что стране лучше подойдут люди, которые будут «не бичевать пороки, а терпеливо работать».
Подверг резкой критике Перестройку, расценил её как «смуту» и «хаос», лишённый моральной основы, что вызвало полемический ответ Михаила Горбачёва.
В своей статье, опубликованной 26 сентября 2014 года в «Российской газете», дал оценку крепостному праву, отменённому в 1861 году. Он считает, что отмена крепостного права разрушила уже и без того заметно ослабевшую к этому времени связь между двумя основными социальными классами нации — дворянством и крестьянами: «При всех издержках крепостничества именно оно было главной скрепой, удерживающей внутреннее единство нации».
В ряде текстов делает разделение между правовыми и духовными скрепами: «Столетиями и даже тысячелетиями Россия была скрепляема высшими духовными скрепами, называвшимися по-разному в разные времена. Будучи скреплена этими скрепами, она могла относиться к скрепам правовым с большим или меньшим пренебрежением».
Считает, что Февральская революция произошла из-за утраты установившихся канонических порядков: «Ведь мы все знаем, с чего начиналось всё то, что привело к трагедии в феврале 1917 года. Всё начиналось с мелочей. Солдаты, входя в церковь, переставали креститься, не тушили цигарки и так далее. Падал авторитет офицеров, накапливался тот самый негативизм, который поначалу чреват только внутренним отторжением. А потом это внутреннее отторжение превратилось в крах всех институтов, всех систем социальной жизни».
Выступает с критикой защиты «разного рода меньшинств» в ущерб интересам других слоёв общества. В докладе на международной конференции в Сербии он отметил: «Старые демократии, воодушевлённые идеями либерализма, очень активно продвигаются в сторону защиты разного рода меньшинств и нередко весьма решительно игнорируют при этом возражения своих граждан, обеспокоенных последствиями таких решений». Аналогичные тезисы были высказаны им и на публичном докладе в Сеуле в 2014 году.
1 ноября 2016 года Председатель Конституционного суда России Валерий Зорькин заявил, что мировая правовая система терпит крах, что было предречено ещё апостолом Павлом.
18 мая 2017 года Валерий Зорькин заявил, что защита прав человека не должна подрывать нравственные устои общества и разрушать его религиозную идентичность.
На IV Юридическом форуме стран БРИКС в Москве Валерий Зорькин призвал ввести в России безусловный базовый доход по примеру Финляндии. По мнению Зорькина, мир стоит на грани нравственной деградации, и необходимо создать барьеры против рыночного эгоизма и растущей нищеты. Он также отметил глобальную автоматизацию производств, которая может привести к тотальной безработице и ещё большей нищете.
Зорькин не исключал возможности возвращения в России смертной казни, следует из его книги «Конституционное правосудие: процедура и смысл», опубликованной 28 октября 2021 года на сайте суда. По мнению главы Конституционного суда, введение моратория на исключительную меру наказания в своё время стало уступкой ценностям, которые российскому национальному правосознанию несвойственны, и этот вопрос до сих пор не закрыт. «То обстоятельство, что КС принял решение, делающее невозможным применение смертной казни в России на данном историческом этапе её развития, не исключает возможности возврата к этой мере наказания в будущем»,— пишет председатель суда. При этом он указывает, что в настоящее время «сложился конституционно-правовой режим, в рамках которого сформировались устойчивые гарантии неприменения смертной казни», и выражает надежду на принципиальный отказ России от смертной казни.
В связи с этим представитель РПЦ Вахтанг Кипшидзе заявил, что отмена смертной казни полезна для России и других стран, поскольку каждый преступник способен к покаянию. Кипшидзе подчеркнул, что патриарх Московский и всея Руси Кирилл неоднократно высказывался против восстановления смертной казни в стране. «Думаю, что эта проблема должна решаться такими сроками наказания и контроля, которые полностью обезопасят людей от повторения преступлений», — сказал он.
Однако в июне 2022 года на Петербургском международном юридическом форуме Зорькин заявил, что смертную казнь нельзя вернуть в Российскую Федерацию ни законом, ни референдумом, ни поправкой в Конституцию РФ. По его словам, возвращение смертной казни будет большой ошибкой свернуть с пути гуманизации законодательной политики. Зорькин подчеркнул, что невозможно назначить смертную казнь, потому что из-за длительного моратория на применение смертной казни сформировались устойчивые гарантии права человека не быть подвергнутым смертной казни, а также сложился конституционно-правовой режим, в рамках которого происходит необратимый процесс, направленный на отмену смертной казни.
В июне 2022 года Зорькин заявил, что подписав Беловежские соглашения о создании СНГ, Ельцин лишил русскоязычное население Крыма и нескольких областей Украины гарантий защиты их культурной идентичности.
29 ноября 2022 года, выступая на X Всероссийском съезде судей, заявил, что возобновление смертной казни в России возможно только в результате изменения Конституции. При этом он подчеркнул, что текст касательно смертной казни сформулирован таким образом, что фактически потребуется принятие полностью новой Конституции.
В июне 2024 выступая на международной конференции «Защита прав и конституционный контроль», проходящей в рамках XII Петербургского международного юридического форума, заявил о невозможности возобновления смертной казни в России в условиях действующей Конституции РФ.

## Семья
Вдовец. Дочь — Наталья Валерьевна Зорькина, юрист.

## Награды
- Орден Святого апостола Андрея Первозванного (17 февраля 2023 года) — за выдающиеся заслуги перед Отечеством и многолетнюю плодотворную государственную деятельность[34][35]
- Орден «За заслуги перед Отечеством» I степени (25 октября 2021 года) — за большой вклад в развитие конституционного правосудия в Российской Федерации и многолетнюю плодотворную деятельность[36].
- Орден «За заслуги перед Отечеством» II степени (19 октября 2011 года) — за большой вклад в укрепление конституционных основ российской государственности и развитие конституционного правосудия[37].
- Орден «За заслуги перед Отечеством» III степени (18 февраля 2008 года) — за большой вклад в развитие конституционного правосудия в Российской Федерации и многолетнюю плодотворную деятельность[38].
- Орден «За заслуги перед Отечеством» IV степени (4 июля 2016 года) — за большой вклад в развитие конституционного правосудия в Российской Федерации и многолетнюю плодотворную деятельность[39].
- Заслуженный юрист Российской Федерации (23 марта 2000 года) — за заслуги в укреплении законности и многолетнюю добросовестную работу[40].
- Почётная грамота Президента Российской Федерации (12 декабря 2008 года) — за активное участие в подготовке проекта Конституции Российской Федерации и большой вклад в развитие демократических основ Российской Федерации[41].
- Благодарность Президента Российской Федерации (2 февраля 2013 года) — за заслуги в укреплении конституционных основ российской государственности и многолетнюю плодотворную работу[42].
- Медаль Столыпина П. А. I степени (28 января 2013 года) — за заслуги в становлении и развитии конституционного правосудия и многолетнюю плодотворную государственную деятельность[43].
- Орден Полярной звезды (18 сентября 2014 года, Монголия) — за вклад в развитие двусторонних отношений между Россией и Монголией[44].
- Орден Дружбы (9 марта 2016 года, Армения) — за значительный вклад в укрепление и развитие армяно-российских дружественных связей, а также за многолетнее и эффективное сотрудничество в сфере конституционного правосудия[45].
- Орден преподобного Сергия Радонежского II степени (21 февраля 2008 года, РПЦ) — за труды на благо Отечества[46].

## Санкции
16 декабря 2022 года, на фоне вторжения России на Украину, был внесён в санкционный список Евросоюза и Швейцарии за решения, которые искусственно создают образ легитимности российского вторжения на Украину. Ранее был включён в санкционный список Украины. 24 февраля 2023 года внесён в санкционный список Канады как «элита и близкий соратник режима».

## Квалификационный класс
Высший квалификационный класс.

## Труды
- Из истории буржуазно-либеральной политической мысли России второй половины XIX — начала XX в.: Б. Н. Чичерин. — М.: Издательство МГУ, 1975. — 173 с.
- Позитивистская теория права в России. — М.: Издательство Московского университета, 1978. — 270 с.
- Муромцев / Отв. ред. В. С. Нерсесянц. — М.: Юридическая литература, 1979. — 128 с.
- Чичерин / Отв. ред. П. С. Грацианский. — М.: Юридическая литература, 1984. — 112 с. — (Из истории политической и правовой мысли).
- The Costitutional Court of Russia in the European Law Landscape =Конституционный Суд России в европейском правовом поле /Hrsg. R. Waldburger, C. M. Baer, U. Nobel, B. Bernet. — Bern: Stämpfli Verlag AG, 2005. — S. 1095—1115.
- Россия и Конституция в XXI веке: Взгляд с Ильинки. — М.: Норма, 2007. — 400 с.
- Россия и Конституция в XXI веке. — 2-е изд. — М.: Норма, 2008. — 592 с.
- Конституция и права человека в XXI веке: К 15-летию Конституции Российской Федерации и 60-летию Всеобщей декларации прав человека. — М.: Норма, 2008. — 224 с.
- Axiological Aspects of the Russian Constitution — Den Haag: Eleven International Publishing, 2010. — P. 169—185.
- Современный мир, право и Конституция. — М.: Норма, 2010. — 544 с.
- Конституционно-правовое развитие России. — М.: Норма, Инфра-М, 2011. — 720 с.
- Право в условиях глобальных перемен. — М.: Норма, 2013. — 496 с.
- Правовой путь России. — М., 2014. — 158 с.
- Цивилизация права и развитие России. — 2-е изд., испр. и доп. — М.: Норма, Инфра-М, 2016. — 416 с.
- Civilization of law and development of Russia. — 2nd edition. — М.: Норма, 2016. — 450 p.
- Конституционный Суд России: Доктрина и практика. — М.: Норма, 2017. — 592 с.
- Право против хаоса: Монография. — 2-е изд., испр. и доп. — М.: Норма, Инфра-М, 2018. — 368 с.
- Лекции о праве и государстве. — СПб.: Конституционный Суд Российской Федерации, 2024. — 352 с.